# Paola Lazarte
Paola Pierina Lazarte Castillo (Lima, 4 de julio de 1982) es una economista y política peruana. Fue ministra de Transportes y Comunicaciones del Perú desde el 13 de diciembre de 2022 hasta el 6 de septiembre de 2023, durante el gobierno de Dina Boluarte.

## Biografía
Paola Pierina nació el 4 de julio de 1982, en la ciudad peruana de Lima.
Realizó su formación en el Colegio La Reparación en Miraflores. 
Estudió Economía en la Pontificia Universidad Católica del Perú, donde se graduó como Bachiller en Ciencias Sociales con mención en Economía, y luego obtuvo el título de Economista.
Posteriormente, realizó sus estudios de maestría en la Central European University obteniendo el grado de Master of Arts en Políticas Públicas, y estudios de especialización en finanzas públicas en la Universidad de Harvard.

### Trayectoria
Fue gerente sectorial de vivienda, construcción y saneamiento en la Autoridad para la Reconstrucción con Cambios, así como gerente de desarrollo social de la Municipalidad Metropolitana de Lima.
Ha sido asesora y directora del Ministerio de Transportes y Comunicaciones y de la Autoridad de Transporte Urbano para Lima y Callao. Asimismo, ha trabajado en distintas entidades públicas en gestión de infraestructura como el Ministerio de Educación. También fue asesora técnica de la Deutsche Gesellschaft für Internationale Zusammenarbeit GmbH (GIZ).
Se desempeñó como docente en la Pontificia Universidad Católica del Perú.

## Vida política
En las elecciones municipales de 2022 postuló como candidata a regidora para el distrito de Miraflores por Somos Perú; sin embargo, no milita o pertenece al partido.

### Ministra de Estado
El 13 de diciembre de 2022, fue nombrada y posesionada por la presidenta Dina Boluarte como ministra de Transportes y Comunicaciones del Perú. Su mandato estuvo marcado por el estallido social y las muertes de civiles de ese momento, durante el que lideró algunas mesas de diálogo. En ese contexto, su ministerio se encargó del reporte de vías terrestres bloqueadas y de aeropuertos operativos. Asimismo, modificó el reglamento de la Autoridad de Transporte Urbano y destituyó a María Jara como titular de esa entidad.
En abril de 2023, Lazarte y la presidenta Boluarte inauguraron en una ceremonia la segunda pista de aterrizaje del Aeropuerto Internacional Jorge Chávez del Callao; sin embargo, más de un año después de su inauguración la pista todavía no estaba en funcionamiento y el nuevo ministro Pérez-Reyes indicó que estaríaoperativa recién en setiembre de 2024. En agosto de 2023, Lazarte anunció la decisión de su gestión de instalar dos puentes modulares Bailey para el ingreso al nuevo aeropuerto Jorge Chávez.
Mantuvo este cargo hasta el 6 de septiembre de 2023, cuando la presidenta Boluarte hizo una recomposición de su gabinete. Fue apodada como "Sarita Colonia" por el diario Trome, en virtud de un supuesto parecido físico con ese personaje popular.
En setiembre de 2023, fue citada como testigo por el Ministerio Público en el marco de las investigaciones por las responsabilidades de las muertes durante las protestas.
Desde enero de 2025, como exministra, forma parte del Consejo Consultivo del nuevo Puerto de Chancay.